# Syntormon californicum
Syntormon californicum är en tvåvingeart som beskrevs av Harmston 1951. Syntormon californicum ingår i släktet Syntormon och familjen styltflugor.
Artens utbredningsområde är Kalifornien. Inga underarter finns listade i Catalogue of Life.